# Under al kritik
Under al kritik er rapgruppen Ude af kontrols femte album. Albummet indeholder hits som "Velsignet (Har Det Godt pt. 2)", "Jantelov", "Snehvide Med De 7 Små Poser" og "Ikk Giv Op".

## Trackliste
1. Intro
2. Skit 1 - Telefonsvarer
3. Snehvide Med De 7 Små Poser
4. Go' Coke Go' Karma
5. Jantelov
6. Sut Min Vens
7. Ikk Giv Op
8. Skit 2 - Crack'donalds
9. Drikkes Væk
10. Vågen For Længe
11. Velsignet (Har Det Godt pt. 2)
12. Føles Som Igår
13. Ku' Godt
14. Første Klasse
15. Wasted
16. Skit 3 - Lykkelig Afslutning
17. BONUSTRACK - Kald Det Hvad Du Vil